# Ferenc Orosz
Pour les articles homonymes, voir Orosz.
Ferenc Orosz (né le 11 octobre 1969 à Budapest en Hongrie) est un joueur de football hongrois, qui jouait en tant qu'attaquant.
Il a terminé meilleur buteur du championnat de Hongrie lors de la saison 1991-1992 avec 19 buts (à égalité avec Pál Fischer).